# Panagía (Paxí)
Panagía, en grec moderne : Παναγία, est une île inhabitée située à 200 m au large de l'île de Paxós, dans le dème de Paxí, district régional de Corfou, en Grèce.